# Palpita seminigralis
Palpita seminigralis là một loài bướm đêm trong họ Crambidae.